# 宋師程
宋師程，號定門，直隶廣平府永年縣匠籍。明朝政治人物。

## 生平
萬曆十年（1582年）登壬午科順天鄉試榜，萬曆十四年（1586年）丙戌科中会试，未殿试，十七年（1589年）登己丑科進士，任归德府推官，多所平反。擢户部主事，榷临清钞关，爲平准法，参用银钞货，不以改折困商。转郎中，督仓德州，令解纳自为量兑，仓储以裕。出爲嘉兴府知府，举卓异，三十八年（1610年）迁山西太原兵备副使、參政，卒于官，祀乡贤。